# Algot Lönn
Algot Lönn (né le 18 décembre 1887 à Eskilstuna en Suède - mort le 3 avril 1953 à Eskilstuna) est un coureur cycliste sur piste suédois des années 1910.

## Palmarès
- 1912
  -  Médaillé d'or en route par équipe aux Jeux olympiques de Stockholm (avec Axel Persson, Ragnar Malm et Erik Friborg)